# Juan José Ruiz de Apodaca y Eliza
Juan José Ruiz de Apodaca y Eliza  (Cádiz, 3 de febrero de 1754 – Madrid, 11 de enero de 1835), I conde de Venadito, fue un marino y gobernante español, capitán general de la Real Armada Española, consejero de Estado y prócer del Reino, penúltimo virrey de la Nueva España (1816-1820), luego jefe político superior de la Nueva España (1820-1821), virrey del Reino de Navarra (1824-1826), gobernador y capitán general de Cuba, La Florida y Puerto Rico (1812-1816), embajador de España en el Reino Unido, etcétera.

## Origen
Nació en Cádiz en el seno de una ilustre familia de cargadores a Indias. Fueron sus padres el cargador Tomás Ruiz de Apodaca y López de Letona (1702, Manurga, Cigoitia, Álava – 1767, Veracruz, Nueva España), regidor y procurador general de Ondátegui, y Eusebia de Eliza y Lasquetti, gaditana de ascendencia vasca e italiana. Sus hermanos Sebastián y Vicente fueron teniente general e intendente de la Real Armada, respectivamente, ingresando los tres a la Orden de Calatrava

## Carrera en la Real Armada
Entró como caballero guardiamarina en la Compañía del Departamento de Cádiz el 7 de noviembre de 1767. El 19 de marzo de 1769, con quince años de edad, embarcó en el navío San Lorenzo para hacer el corso por el Mediterráneo, transbordando al Triunfante con el mismo cometido. Ascendido a alférez de fragata el 22 de agosto de 1770, embarcó en el navío Atlante y fue a Ferrol, donde pasó a una fragata que lo llevaría a Puerto Rico. Cuando regresó a Ferrol al año siguiente, volvió a Cádiz en el navío América.
En la fragata Industria salió de Cádiz con un cargamento de azogue en 1772 con destino a El Callao, donde realizó varias comisiones en la mar y en tierra. Estuvo allí destinado en el navío Peruano en 1773. El 28 de abril de 1774 fue ascendido a alférez de navío y destinado en la fragata Águila, efectuando varias campañas de exploración y cartografía. En los dos años siguientes estuvo destinado en Lima, embarcado en el navío Astuto y cumpliendo otros servicios en tierra.
Se le ascendió a teniente de fragata con fecha del 16 de marzo de 1776, regresando a Cádiz con el Astuto el 12 de agosto de 1778. El 23 de mayo del mismo año fue ascendido in absentia a teniente de navío, embarcado en el navío Santa Isabel.

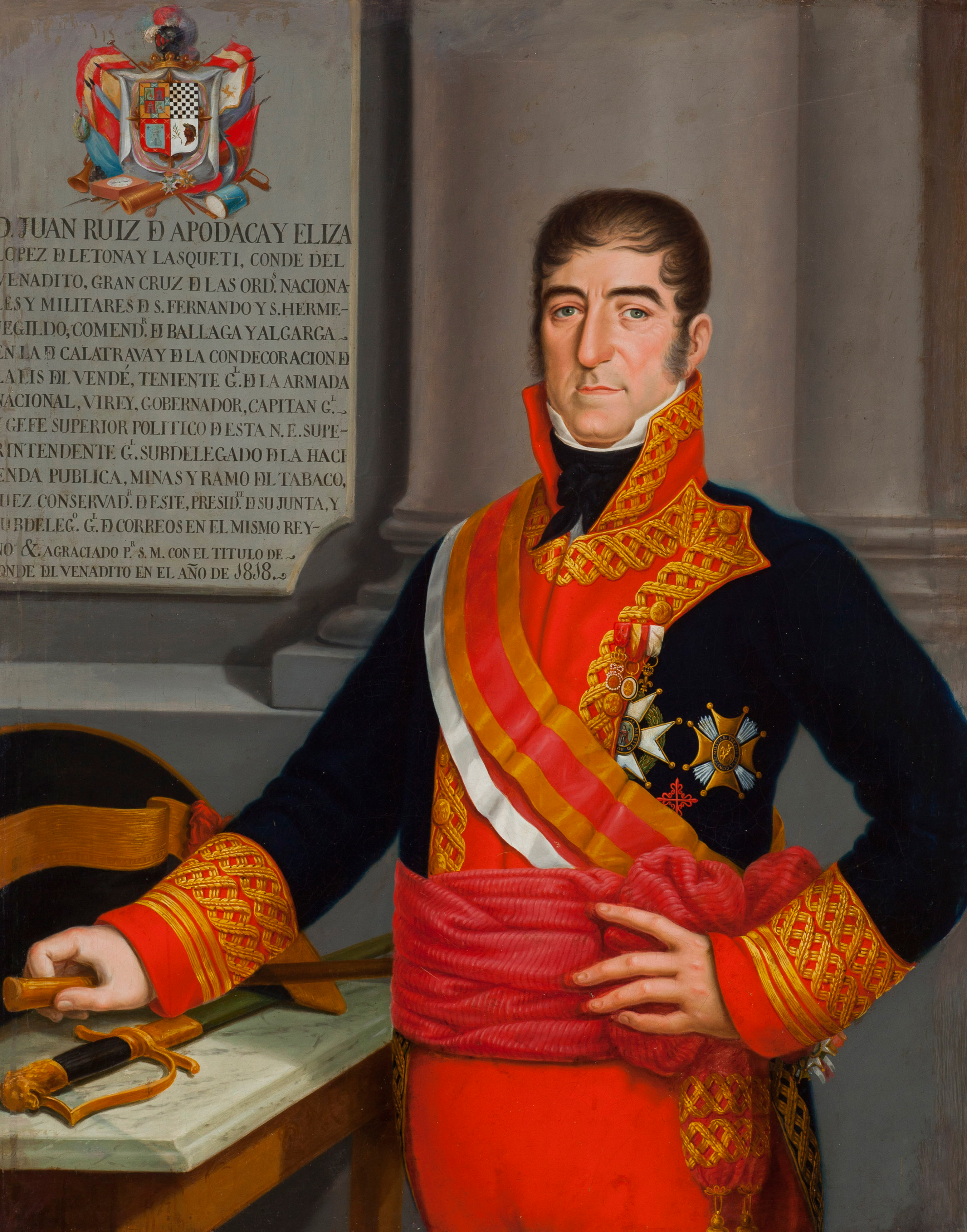
Juan José Ruiz de Apodaca como virrey de la Nueva España (Plaza de la Constitución, México).

En guerra con los ingleses, desempeñó misiones en el campo de Gibraltar mandando varias cañoneras.
Ascendido al grado de capitán de fragata el 16 de septiembre de 1781, se le otorgó su primer mando en la fragata Nuestra Señora de la Asunción, con la que navegó hasta la paz de 1783, perteneciendo a la escuadra del general Luis de Córdova. Con la misma fragata hizo tornaviaje con destino a las islas Filipinas para llevar la noticia de la paz, regresando a Cádiz al año siguiente. Precisamente, cuando regresó a Cádiz desde las islas Filipinas en 1784, redactó una memoria sobre el modo de forrar de cobre los buques.
El 23 de octubre de 1783 fue aprobado su expediente para que profesara como caballero de la Orden de Calatrava, en donde llegaría a ser comendador de Ballaga y Algarga, pagos situados cerca del municipio de Illana.
El 28 de febrero de 1788 fue ascendido a capitán de navío y obtuvo al año siguiente el puesto de mayor general de la escuadra de evoluciones al mando del general Tejada, embarcado en el navío de línea San Telmo.
En 1790 dirigió las obras para reparar y ampliar los muelles del puerto de Tarragona. En 1793, al mando del San Francisco de Paula en la escuadra de Borja en el Mediterráneo, participó en las operaciones en torno a Cerdeña, pasando después con el mismo navío a la escuadra del general Juan de Lángara en la toma de Tolón en unión de la escuadra inglesa del almirante Hood.
El 1 de febrero de 1794 fue nombrado brigadier y recibió el mando del San Francisco de Paula, tomando parte en la escuadra de Gravina en las operaciones de la bahía de Rosas hasta su evacuación en el mes de febrero del año siguiente.
En 1796 se puso al mando del navío San Agustín al comenzar una nueva guerra contra los británicos. Uno de los hechos más sobresalientes de la biografía de Ruiz de Apodaca fue su odisea al mando de este navío. El 13 de febrero de 1797 se encontró rodeado por la escuadra de Jervis en el cabo de San Vicente, contando también con el bergantín Atocha, pero, aprovechando la niebla del amanecer, escaparon rumbo al norte y entraron en la ría de Vigo. En el mes de julio de ese año, entraron en la ría dos navíos, tres fragatas y dos bergantines británicos al mando del comodoro Samuel Hood. El británico pidió al brigadier Apodaca que se rindiera y entregara el navío, el bergantín y los demás buques que en ese momento se encontraban en el puerto de Vigo. Lejos de amilanarse, Apodaca dejó que el parlamentario británico observara las defensas que estaba preparando. La escuadra británica, abandonando sus planes de ataque, emprendió la salida de la ría, mientras el brigadier español, no contento con lo que había conseguido, mandó perseguirlos y logró represar un bergantín español que había tomado el enemigo cargado de provisiones.
El gobierno ordenó al brigadier que pasara a Ferrol. Aunque sabía que el departamento estaba bloqueado por una escuadra británica, zarpó de Vigo y burlando su vigilancia entró en Ferrol con el San Agustín, desarbolado del mastelero de gavia y tuvo que entrar en dique por el mal estado en que se encontraba.
Después recibió la orden de ir a Cádiz para ponerse al mando del navío Mejicano en la escuadra de Mazarredo. Posteriormente se le otorgó el mando del Reina María Luisa, perteneciente a la escuadra del general Nava. Realizó cruceros frente a Argel, se dirigió a Liorna para traer a España a los reyes de Etruria y fue ascendido a jefe de escuadra el 2 de octubre de 1802.
En el mes de julio de 1803 volvió a encargarse del arsenal de Cartagena, en el que ya había ocupado ese cargo en 1797. El 24 de marzo de 1807 se le concedió el mando de la escuadra del Océano, rindiendo al año siguiente a la escuadra francesa surta en Cádiz, mandada por el almirante Rosily, en la batalla de la Poza de Santa Isabel.

Se le ascendió a teniente general el 23 de agosto de 1809, y en enero del mismo año Apodaca había sido enviado a Londres para entablar negociaciones de paz y crear una alianza para luchar contra el invasor francés (Tratado de Londres de 14 de enero de 1809). Regresó a Cádiz de su misión diplomática en Londres. Todo esto le valió unas singulares muestras de aprecio por parte del Gobierno y del rey del Reino Unido, que le dio muestras ostensibles de ello al dejar el cargo el 15 de junio de 1811.

## Virrey de la Nueva España

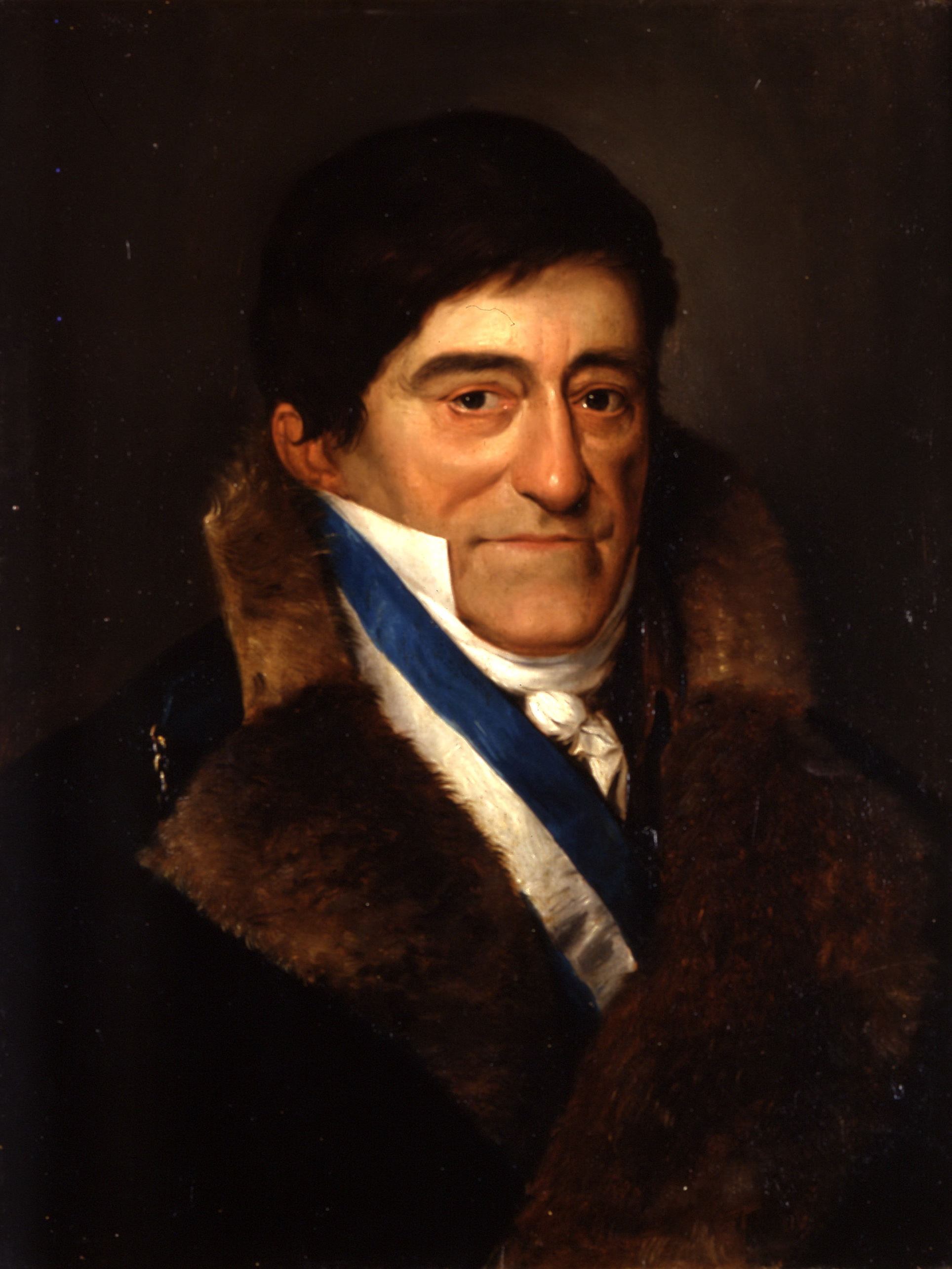
Juan Ruiz de Apodaca pintado en 1834 por Antonio María Esquivel (Museo Naval de Madrid).

En febrero de 1812 pasó a La Habana como capitán general y gobernador de la isla de Cuba. En septiembre de 1816 fue nombrado virrey de Nueva España, sustituyendo a  Félix María Calleja el 20 de septiembre. Recibió el mando de manos de su predecesor en un turbulento momento histórico en que los movimientos de independencia se extendían por los territorios ultramarinos de España.
El nuevo virrey ofreció el indulto a los insurrectos. Su carácter, inclinado a la comprensión y a la clemencia, produjo muy buenos resultados. Millares de insurgentes aceptaron el perdón, y tan solo Vicente Guerrero en el sur y Guadalupe Victoria y Nicolás Bravo en Veracruz perseveraron en su rebeldía contra la Corona. Apodaca dio la orden de que los rebeldes prisioneros bajo ninguna circunstancia debían ser ejecutados sumariamente. Prohibió que los muchachos volaran cometas, porque eso representaba un serio peligro, ya que lo hacían desde las azoteas. Revisó las cuentas y encontró que Calleja las había llevado con mucho cuidado. Pagó la deuda pública, suspendió los empréstitos y restringió los ingresos a la recaudación de aduanas, impuestos y otras cuentas normales de la Hacienda. Igualmente, revitalizó el comercio y la minería tanto como pudo.
La sociedad en general sintió simpatía por el virrey y parecía que la rebelión iba apagándose por completo cuando se supo en la Nueva España que el 17 de abril de 1817 había desembarcado con tres barcos en Soto la Marina, Tamaulipas, el guerrillero liberal Martín Xavier Mina y 308 voluntarios procedentes de Londres y Nueva Orleáns. Mina hizo público un manifiesto afirmando que no combatía la soberanía española en sus territorios de Ultramar, sino la tiranía del rey Fernando VII. No obstante, se autoproclamó general del "Ejército Auxiliador de la República Mexicana" y el 24 de mayo empezó a avanzar hacia el interior del país para unirse a los insurgentes de Pedro Moreno en el fuerte del Sombrero, al noreste de Guanajuato.
Apodaca envió contra Mina y sus aliados una fuerte columna al mando del mariscal de campo Pascual Liñán, quien después de una activísima campaña hizo prisionero a Javier Mina en el rancho del Venadito, cerca de Silao, el 27 de octubre. Por esa victoria y siguiendo la costumbre napoleónica tan en boga, el virrey fue nombrado conde de Venadito, título que suscitó numerosas burlas, incluyendo el de llamar a su esposa "la venadita".
Con Mina fusilado (11 de noviembre), la insurrección parecía nuevamente haber llegado a su fin. Las acciones de guerra en los tres primeros años de su mando las resume así un biógrafo suyo:

Acciones de guerra y fuertes conquistados, 309; en las que tuvieron los insurgentes 10.000 muertos y 6.216 prisioneros; la artillería tomada ascendió a 255 cañones, 27 obuses de todos los calibres, 10.453 armas de fuego y 5.108 blancas; los caballos tomados fueron 5.678 ensillados y 11.780 en pelo; las cédulas expedidas de indulto por el general Apodaca en todo el tiempo de su virreinato, fueron de 55.000 a 60.000, cuyas cifras expresan por sí solas su política.

## Jefe político superior de Nueva España
Apodaca, cuyas filiaciones ideológicas lo ponían en desacuerdo con la Constitución de Cádiz y los regímenes liberales, llegó a concebir la idea de amurallar la Ciudad de México para impedir que fuera capturada por los insurgentes. Una serie de acontecimientos se precipitaron entonces. En España triunfaba en 1820 la revolución liberal. Con esto quedó definitivamente extinguido el Virreinato de la Nueva España y resurgieron las provincias constitucionales establecidas en 1812. La constitución fue restablecida en Nueva España el 31 de mayo de 1820 por el virrey Apodaca. Ruiz de Apodaca pasó a ser jefe político superior de Nueva España, con un ámbito jurisdiccional mucho más reducido que el del Virreinato, ya que solamente tenía autoridad sobre la Provincia de Nueva España.
En la Nueva España, el coronel Agustín de Iturbide, que había estado luchando contra los insurgentes mexicanos, al enterarse, al igual que otros, del restablecimiento de la Constitución española de Cádiz, participó en la Conspiración de la Profesa, dirigida a obstaculizar que dicha Constitución se implantara en la Nueva España. Los conspiradores lograron que Apodaca nombrara a Iturbide comandante de las tropas del sur, quién pactó en el famoso abrazo de Acatempan con Vicente Guerrero por la independencia mexicana. Apodaca tuvo conocimiento de la sublevación de Iturbide en febrero de 1821.
El 5 de junio de 1821 Apodaca fue depuesto del cargo de jefe político superior mediante un golpe de Estado efectuado por los mandos militares españoles, que de facto nombraron al mariscal de campo Francisco Novella como "virrey provisional". Con la retirada de los españoles de Ciudad de México, Apodaca tuvo que abandonar Nueva España y embarcar con su familia en Veracruz en el navío Asia, partiendo hacia La Habana en octubre de 1821.

## Últimos años de su vida
Después de informar al Rey, permaneció en Madrid hasta 1823. Se le encomendó volver a La Habana para preparar la reconquista de México, pero su mala salud se lo impidió.
En 1826 fue nombrado consejero de Estado y el 1 de mayo de 1830 se le promovió a la dignidad de capitán general y director de la Armada. Falleció en Madrid el 11 de enero de 1835 cuando estaba a punto de cumplir los ochenta y un años de edad.
Causó su muerte un sentimiento general, disponiéndose que hubiera siempre en la Armada un buque llamado Conde de Venadito, y en el mes de septiembre de 1862, que los restos de tan esclarecido general y patricio reposaran en el Panteón de Marinos Ilustres, siendo autorizado su hijo a instalar un sarcófago para encerrar sus cenizas. Mientras se efectuaba, Gastón de Iriarte mandó colocar en el lugar correspondiente una lápida de recuerdo, que desapareció no bien se hizo el traslado de los restos, no faltando en la actualidad sino levantar un mausoleo.

## Condecoraciones
- Comendador de la Orden de Calatrava
- Gran Cruz de la Real y Distinguida Orden Española de Carlos III
- Gran Cruz de la Real y Militar Orden de San Fernando
- Gran Cruz de la Real y Militar Orden de San Hermenegildo

| Predecesor: Félix Calleja               | Virrey de la Nueva España 1816-1820                    | Sucesor: Desapareció el cargo de virrey                    |
| Predecesor: Félix Calleja               | Jefe político superior de Nueva España 1820-1821       | Sucesor: Francisco Novella (De facto, en San Juan de Ulúa) |
| Predecesor: Juan María de Villavicencio | Capitán general y director de la Real Armada 1830-1833 | Sucesor: Cayetano Valdés y Flores                          |